# 鶴太郎の大人によくないテレビ
『鶴太郎の大人によくないテレビ』（つるたろうのおとなによくないテレビ）は、1986年10月9日から1987年3月26日までテレビ朝日系列局（一部を除く）で放送された子供向けのバラエティ番組である。片岡鶴太郎の冠番組。

## 概要
『鶴ちゃんのおもいっきりポコポコ』に続く片岡鶴太郎司会のバラエティ番組第2弾で、今回はスタジオに集まった100人の子供たちがトーク・クイズ・ゲームなどを繰り広げていた。また、鶴太郎の相手役として松本伊代がレギュラー出演していた。

## 放送時間
- 木曜 19時00分 - 19時30分 (JST)
  - 同時間帯は当時ローカルセールスだったため、テレビ朝日系列局であっても遅れネットで放送する局や未放送の局があった。

## スタッフ
- プロデューサー：斉藤由雄
- 構成：秋元康、遠藤察男、井辺清、吉野晃章、八木伸栄、小野沢実

## 挿入歌
- マルテンゼン＆麗美「昔の恋は木曜日」

※　「三原綱木＆キーボー」などとの競作となった。

## 参考資料
- 毎日新聞・縮刷版[出典無効]

| テレビ朝日 木曜19時台前半枠    | テレビ朝日 木曜19時台前半枠                             | テレビ朝日 木曜19時台前半枠 |
| 前番組                         | 番組名                                                  | 次番組                      |
| ------------------------------ | ------------------------------------------------------- | --------------------------- |
| 鶴ちゃんのおもいっきりポコポコ | 鶴太郎の大人によくないテレビ （1986年10月 - 1987年3月） | クイズ!メモリアン           |